# Rezerwat przyrody Jelonka
Rezerwat przyrody Jelonka – rezerwat przyrody położony na piaszczystych nieużytkach porolnych gminy Kleszczele w województwie podlaskim.
Powstał na podstawie zarządzenia MOŚiZN z dnia 9.12.1989 (M.P. Nr 44, poz. 357)
- Powierzchnia: 227,00 ha[1]
- Rok powstania: 1989
- Rodzaj rezerwatu: krajobrazowy

Stworzony dla ochrony: kompleksu muraw piaskowych, jałowczysk i zarośli jałowcowo-osikowych powstałych na jałowych nieużytkach rolnych.
Z rzadkich gatunków grzybów na obszarze rezerwatu w 1993 r. stwierdzono występowanie goździeniowca żółtobiałego.